# Sân bay Nyaung U
Sân bay Nyaung U (tiếng Miến Điện: ပုဂံညောင္‌ဦးလေဆိပ္‌; (IATA: NYU, ICAO: VYBG); cũng gọi là Sân bay Nyaung Oo, hay Sân bay Bagan-Nyaung Oo) là một sân bay phục vụ cho Bagan và các khu vực xung quanh thành phố này tại Myanmar.

## Các hãng hàng không và các điểm đến
- Air Bagan (Mandalay, Yangon)
- Air Mandalay (Heho, Mandalay, Thandwe, Yangon)
- Myanmar Airways (Heho, Yangon)
- Yangon Airways (Heho, Mandalay, Yangon)